# متحف كيسومو
متحف كيسومو هو متحف يقع في كيسومو، كينياتُركز معروضاته على التاريخ الطبيعي والثقافي لغرب كينيا. يضم المتحف مجموعة من النباتات والحيوانات المحلية، بالإضافة إلى مسكن لو التقليدي.
تم افتتاح المتحف سنة 1980.